# Nhiệt độ cơ thể con người
Nhiệt độ cơ thể người bình thường, hay nhiệt độ bình thường là phạm vi nhiệt độ điển hình ở người. Phạm vi nhiệt độ cơ thể người bình thường thường được nêu là 36.5–37.5 °C (97.7–99.5 °F).
Nhiệt độ cơ thể cá nhân phụ thuộc vào độ tuổi, gắng sức, nhiễm trùng, giới tính và tình trạng sinh sản, thời gian trong ngày, vị trí cơ thể mà phép đo được thực hiện và trạng thái ý thức của đối tượng (thức, ngủ hoặc ngủ), mức độ hoạt động và trạng thái cảm xúc.  Nhiệt độ thường được giữ ở mức ổn định bằng quá trình điều chỉnh nhiệt.

## Sự thay đổi
Kiểm soát nhiệt độ hay điều hòa thân nhiệt là một phần của cơ chế cân bằng nội môi giữ cho cơ thể sinh vật ở nhiệt độ hoạt động tối ưu, vì nhiệt độ ảnh hưởng đến tốc độ phản ứng hóa học. Ở người, nhiệt độ bên trong trung bình là 37,0 °C (98,6 °F), mặc dù co sự khác nhau giữa các cá nhân.  Tuy nhiên, không ai luôn có cùng một nhiệt độ vào mọi thời điểm trong ngày. Chu kỳ nhiệt độ lên xuống đều đặn trong ngày và được kiểm soát bởi nhịp sinh học.  Nhiệt độ thấp nhất xảy ra khoảng hai giờ trước khi một người bình thường thức dậy. Ngoài ra, nhiệt độ thay đổi tùy vào các hoạt động và các yếu tố bên ngoài. Ngoài việc thay đổi trong suốt cả ngày, nhiệt độ cơ thể bình thường cũng có sự chênh lệch 0,5 °C (0,9 °F) từ ngày này sang ngày khác, do đó, nhiệt độ cao nhất hoặc thấp nhất trong một ngày sẽ không luôn luôn giống chính xác với mức nhiệt độ cao nhất hoặc thấp nhất vào ngày hôm sau.
Nhiệt độ cơ thể người bình thường có sự khác biệt chút ít ở các vị trí cơ thể khác nhau và theo thời điểm trong ngày. Vậy nên, mỗi vị trí đo sẽ có một phạm vi nhiệt độ bình thường. Như phạm vi cho nhiệt độ cơ thể người bình thường đo qua miệng, là 36,8 ± 0,5 °C (98,2 ± 0,9 °F).  Điều này có nghĩa là bất kỳ nhiệt độ nào đo qua miệng nằm trong khoảng 36,3 đến 37,3 °C (97,3 đến 99,1 °F) đều có thể là bình thường.
Nhiệt độ cơ thể người bình thường thường được ghi là 36.5–37.5 °C (97.7–99.5 °F).  Ở người trưởng thành, một đánh giá trong các tài liệu y văn đã tìm thấy phạm vi rộng hơn  33.2 –38.2 °C (91.8–100.8 °F) cho thân nhiệt bình thường, tùy vào giới tính và vị trí đo.